# Рыцарю атаки
«Рыцарю атаки» — хоккейный приз, учреждён в 1983 журналом «Советский воин» за наибольшее число «хет-триков», в 1999/2000 приз вручал 1-й Часовой завод.

## Все лауреаты
| Сезон     | Игрок                               | Команда                        |
| --------- | ----------------------------------- | ------------------------------ |
| 1983/1984 | Сергей Макаров                      | ЦСКА Москва                    |
| 1984/1985 | Владимир Зубрильчев Рамиль Юлдашев  | «Динамо» Москва «Сокол» Киев   |
| 1985/1986 | Сергей Агейкин Сергей Давыдов       | «Спартак» Москва «Сокол» Киев  |
| 1986/1987 | Владимир Щуренко                    | «Химик» Воскресенск            |
| 1987/1988 | Борис Александров Игорь Кузнецов    | оба «Торпедо» Усть-Каменогорск |
| 1988/1989 | Дмитрий Квартальнов                 | «Химик» Воскресенск            |
| 1989/1990 | Сергей Повечеровский Рамиль Юлдашев | «Динамо» Харьков «Сокол» Киев  |
| 1990/1991 | Олег Знарок                         | «Динамо» Рига                  |
| 1991/1992 | Сергей Востриков                    | ЦСКА Москва                    |
| 1992/1993 | Сергей Осипов                       | «Металлург» Магнитогорск       |
| 1993/1994 | Дмитрий Денисов                     | «Салават Юлаев» Уфа            |
| 1994/1995 | Николай Мариненко                   | «Авангард» Омск                |
| 1995/1996 | Александр Королюк                   | «Крылья Советов» Москва        |
| 1996/1997 | Юрий Злов Юрий Кузнецов             | «Лада» Тольятти ЦСКА Москва    |
| 1997/1998 | Сергей Золотов                      | «Ак Барс» Казань               |
| 1998/1999 | Евгений Корешков                    | «Металлург» Магнитогорск       |
| 1999/2000 | Андрей Андриевский                  | «Кристалл» Электросталь        |